# Vander Elst-visum
Het Vander Elst-visum is een type visum dat niet-EU-burgers een werkvergunning geeft. Het Vander Elst-visum is bedoeld voor burgers die in één EU-land wonen en werken en naar een tweede EU-land worden uitgezonden om in een korte periode werkzaamheden uit te voeren.
Het Vander Elst-visum is vernoemd naar Vander Elst: dit was een sloopbedrijf in België waar ook Marokkaanse werknemers in dienst waren. Deze werknemers waren in België in dienst, hadden hier een werkvergunning en waren sociaal verzekerd. Vander Elst wilde in 1989 een sloopopdracht in Reims (Frankrijk) uitvoeren waarbij enkele Marokkaanse werknemers zouden worden uitgezonden naar Frankrijk. De Franse inspectie stelde vast dat de werknemers niet over een Franse werkvergunning beschikten en concludeerde dat de werknemers niet in Frankrijk mochten werken. Het Europese hof sprak op 9 augustus 1994 echter uit dat werknemers die legaal in een eerste EU-land wonen en werken, voor een korte periode mogen worden uitgezonden naar een tweede EU-land om werkzaamheden te verrichten. Enkele belangrijke voorwaarden zijn dat de betreffende werknemers een inreisvisum hebben voor het ontvangende land en een verblijfs- en werkvergunning voor het land waar ze normaal wonen en werken. Dit is een Vander Elst-visum gaan heten.
In de praktijk kunnen werknemers een Vander Elst-visum aanvragen bij een consulaat of ambassade van het ontvangende land. De meeste consulaten bieden hiervoor een vereenvoudigde procedure aan. De Vander Elst-regeling is ook vastgelegd in artikel 56 en 57 van het verdrag betreffende de werking van de Europese Unie (gepubliceerd op 26.10.2012 in het publicatieblad van de Europese Unie).